# 帕雷拉 (蘭庫爾縣)

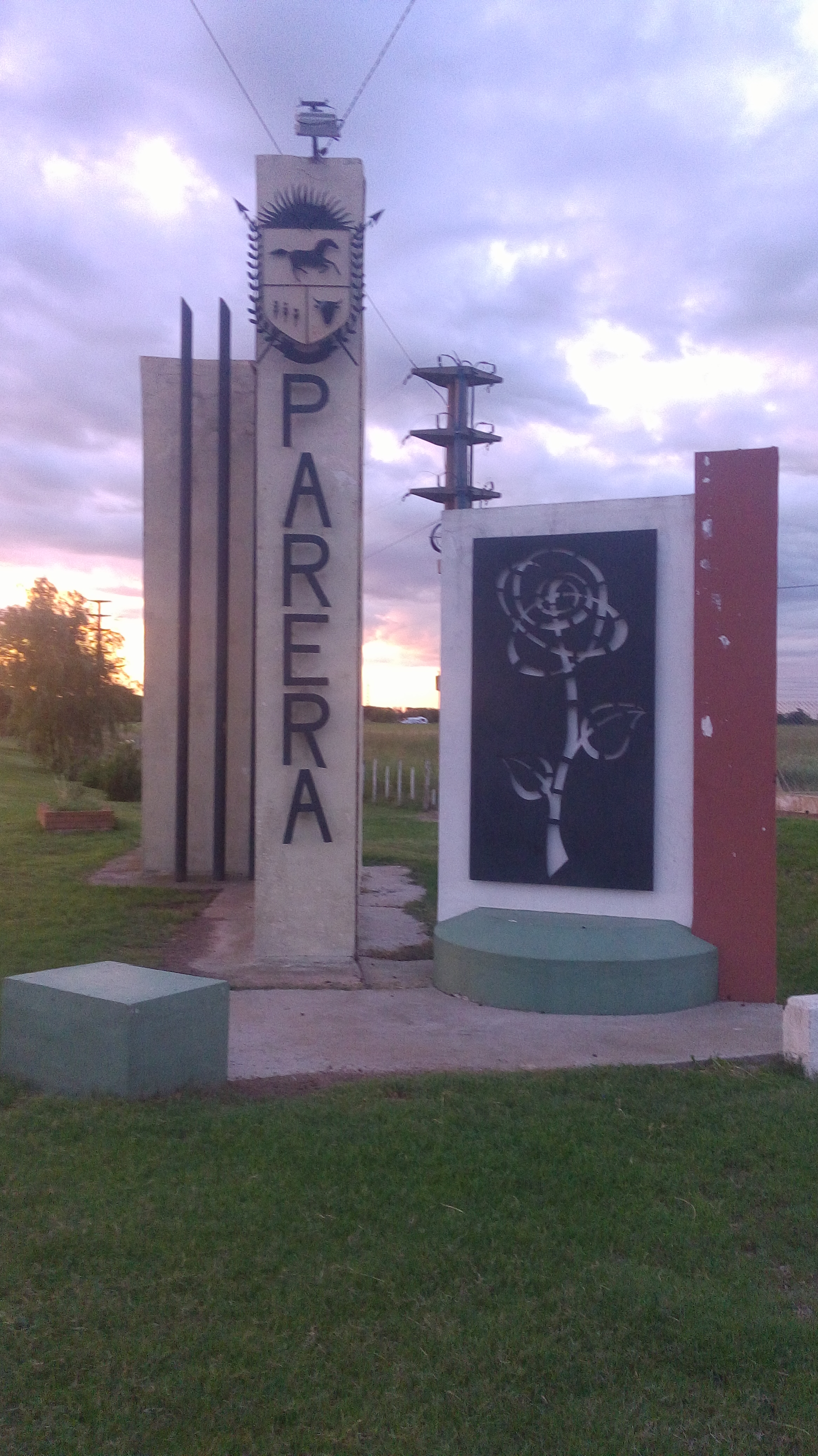
帕雷拉

帕雷拉（西班牙語：Parera），是阿根廷的城鎮，位於該國中部拉潘帕省，是蘭庫爾縣的首府，面積450平方公里，海拔高度178米，始建於1898年7月21日，2010年人口2,030，人口密度每平方公里4.51人。
35°07′S 64°31′W / 35.117°S 64.517°W